# Freziera euryoides
Freziera euryoides är en tvåhjärtbladig växtart som beskrevs av Clarence Emmeren Kobuski. Freziera euryoides ingår i släktet Freziera och familjen Pentaphylacaceae. Inga underarter finns listade i Catalogue of Life.